# Charles Louis de Ludre de Frolois
Charles-Louis de Ludre-Frolois, né à Nancy le 25 août 1739 et mort à Munich le 14 juillet 1798, est un maréchal de camp français sous l'Ancien Régime et un député de la noblesse pour le bailliage de Nancy aux États généraux de 1789.

## Biographie
Membre de la famille de Ludre, il est le fils de Charles Louis de Ludre, marquis de Bayon, colonel et chambellan du roi de Pologne Stanislas Leszczynski et de Catherine Françoise Hyacinthe d'Hausen.
Charles Louis de Ludre servit aux armées du roi et parvint au grade de maréchal de camp. Élu, le 6 avril 1789, député de la noblesse aux États généraux par le bailliage de Nancy, il vota constamment avec la minorité, se montra l'ennemi des réformes, et signa les protestations des 12 et 15 septembre 1791. Puis il émigra et mourut en Bavière en 1798.
Il est l'oncle de Charles de Ludre (1797-1884), député de Meurthe-et-Moselle.